# Thunbergia cycloneura
Thunbergia cycloneura är en akantusväxtart som beskrevs av Cornelis Eliza Bertus Bremekamp. Thunbergia cycloneura ingår i släktet thunbergior, och familjen akantusväxter. Inga underarter finns listade i Catalogue of Life.